# Walter Schinzer
Walter Schinzer (* 31. Juli 1906 in Kassel; † 1991) war ein deutscher Schriftsteller.

## Leben
Walter Schinzer war nach 1945 als Funktionär in der Jungschararbeit des CVJM tätig. Ab 1951 war er "Reichsjungscharwart". Er gab Veröffentlichungen zu sogenannten "Rüstzeiten" für protestantische Jugendliche und von 1963 bis 1970 die Zeitschrift "Die junge Schar" heraus. Daneben verfasste er erzählende Werke für Kinder und Jugendliche.

## Werke
- Hurra, wir fliegen!, Reutlingen 1935
- Der Blechschuster, Berlin 1937
- Marschweg ins Leben, Neumünster 1937
- Der Silberfaden, Berlin 1937 (zusammen mit Karl Otto Horch)
- Abenteuer am Bodensee, Konstanz 1938
- Die Faltbootpiraten, Reutlingen 1938
- Ritterschaft unter dem Kreuz, Neumünster 1938
- Unlöschbares Feuer!, Berlin 1938
- Feste Herzen, Berlin 1939
- Die Gottesfackel, Berlin 1939
- Reiterblut!, Berlin 1939
- Zwei Jungen und ihr Sturmvogel, Berlin 1939
- Zwirbel, der Stift und sein Geheimnis. Rettende Hände, Wuppertal 1939
- Gipfelstürmer, Konstanz 1940
- Der Reformator, Berlin 1943
- An sicherer Hand, Kassel 1946
- Bete und arbeite!, Kassel 1946
- Klare Augen – reine Herzen, Kassel 1946
- Laß Sonne herein!, Kassel 1946
- Ein lohnendes Ziel, Kassel 1946
- Unter Gottes Augen, Kassel 1946
- Auf klarem Kurs, Wuppertal-Barmen 1947
- Hunger nach Leben, Wuppertal-Barmen 1947
- Notsignal für FD 1007, Stuttgart 1947
- Am Tor des Lebens, Wuppertal-Barmen 1948
- Ewige Fundamente, Kassel 1948
- Spielen, raten, lachen, Wuppertal
  - 1. Heimspiele, Spiele im Freien, Ballspiele, Spiele für den Lager-Zirkus, 1948
  - 2. Fröhliche Spiele für das Heim, für den grünen Rasen, für Wald und Wasser, 1954
  - 3. Singspiele, Spiele im Heim und im Freien, 1960
- Jesus lebt, drum Mut zum Leben!, Wuppertal-Barmen 1948
- Jesus ist Sieger, Wuppertal-Barmen 1949
- Zwischenfall auf der Schiffsschaukel, Wuppertal-Barmen 1949
- Das große Jahr der Schwarzen Panther, Konstanz i. B. 1951
- Panthertatze und der Jaguar, Kassel 1952
- Gefährliche Strahlen, Konstanz 1953
- Das Geheimnis der Atomkraft, Freiburg i.Br. 1954
- Froh und heiter, Kassel-Wilhelmshöhe 1955
- Die goldene Freiheit, Konstanz 1955
- Die Insel des Komikau, Wuppertal-Barmen 1957
- Spuk auf der Försterinsel, Wuppertal-Ba. 1957
- Jungschar-Knigge für Fahrt und Lager, Freiburg i.Br. 1959
- Christnacht in Manitou-Wish, Konstanz 1961
- Robby und die roten Rebellen, Wuppertal 1962
- Livingstone, Lichtträger im dunklen Kontinent, Wuppertal-Barmen 1963
- Die seltsamen Abenteuer des Karl-August-Friedrich-Wilhelm Schulze, Wuppertal-Barmen 1965
- Aufstand der Sioux, Wuppertal 1967
- Die Bombenbuben von Karstedt, Wuppertal 1968
- Zwei Jungen auf See vermißt, Wuppertal 1975
- Frohe Bergfahrt, Konstanz 1977
- Joseph und seine Brüder, Lahr-Dinglingen 1977 (zusammen mit Paula Jordan)
- Die Weihnachtsgeige, Lahr-Dinglingen 1977
- Bingo auf der Fährte, Konstanz 1978
- Der Feigling, Konstanz 1978
- Im Tal der 1000 Türme, Wuppertal 1978
- Die stählerne Schlinge, Wuppertal 1980

## Herausgeberschaft
- Jungen-Lieder, Kassel-Wilhelmshöhe 1949
- Mutig voran, Kassel 1964
- 24 kurze und noch kürzere Geschichten, Wuppertal 1966

| Personendaten    | Personendaten            |
| ---------------- | ------------------------ |
| NAME             | Schinzer, Walter         |
| KURZBESCHREIBUNG | deutscher Schriftsteller |
| GEBURTSDATUM     | 31. Juli 1906            |
| GEBURTSORT       | Kassel                   |
| STERBEDATUM      | 1991                     |